# Torpor
Torpor (Latijn: verlamming, bewegingloosheid) is een toestand van periodiek verminderde fysiologische activiteit die wordt waargenomen bij amfibieën, reptielen, sommige kleine zoogdieren en vogels. Het wordt over het algemeen gekenmerkt door een sterk verlaagde lichaamstemperatuur, hartslag, ademhaling en stofwisseling. Torpide dieren zijn volledig inactief en over het gehele lichaam verstijfd. Op externe prikkels reageren zij nauwelijks. Op deze manier besparen zij energie in tijden van voedselschaarste, droogte of extreme temperaturen.

## Oorsprong
Dagelijkse torpor en winterslaap hebben dezelfde biologische oorsprong. De onderliggende fysiologische mechanismen zijn waarschijnlijk dezelfde. Voorheen werd vermoed dat torpor eenvoudigweg een uitschakeling van de thermoregulatie betrof, maar inmiddels is het duidelijk dat het een nauwkeurig gecontroleerd thermoregulatieproces betreft. De biologische klok lijkt een rol te spelen: een spitsmuis die de gehele dag door voedsel tot zijn beschikking heeft, zal toch dagelijks torpor ondergaan. Er lijken echter verschillende controlemechanismes te bestaan. Bij placentale zoogdieren speelt bruin vetweefsel, dat warmte produceert, een centrale rol in het ontwaken uit de torpor. Ditzelfde mechanisme is echter niet aanwezig bij buideldieren. Het is vooralsnog onduidelijk wat de opwarming aanstuurt in deze groep zoogdieren.

## Duur
De duur van de torpor loopt uiteen van enkele uren tot weken. Sommige dieren ondergaan een dagelijkse torpor die korter dan 24 uur duurt. Dagelijkse torpor komt voor bij vogels als chickadees (Amerikaanse mezen), gierzwaluwen en kolibries en bij zoogdieren, zoals bij veel buideldieren, knaagdieren (waaronder muizen), spitsmuizen en vleermuizen. Dit zijn voornamelijk relatief kleine dieren met een hoge stofwisseling en dus een hoog energieverbruik. In torpor besparen zij energie gedurende dat gedeelte van het etmaal waarop ze niet actief zijn. Langere periodes van torpor, zoals zomer- en winterslaap, stellen dieren in staat om energie te besparen tijdens langere voor hen ongunstige periodes.

## Koudbloedigen
Reptielen en amfibieën zijn koudbloedige (ectotherme) dieren die afhankelijk zijn van externe bronnen om hun lichaamstemperatuur te reguleren. Hun torpor, bij reptielen vaak brumatie genoemd, is nauw verbonden met de omgevingstemperaturen. Dit betekent dat hun stofwisseling aanzienlijk kan vertragen als de temperaturen dalen. Tijdens de brumatie worden deze dieren zeer lethargisch en hun stofwisselingssnelheid daalt aanzienlijk, maar hun lichaamstemperatuur wordt niet actief verlaagd onder de omgevingstemperatuur, zoals bij vogels en zoogdieren het geval is.
Amfibieën kunnen ook in een toestand van torpor raken als reactie op droogte om water te besparen, een proces dat bekend staat als estivatie. Hierdoor kunnen ze overleven in ongunstige omstandigheden door hun activiteit en stofwisseling te minimaliseren totdat de omstandigheden verbeteren. Bij beide groepen kan de torporperiode het hele koude seizoen duren, wat hen helpt om te gaan met de uitdagingen van hun omgeving.

## Medische toepassing
Sinds de jaren 1980 onderkoelt men routinematig patiënten voor een operatie gedurende enkele uren. Voor een bemande ruimtevaart naar Mars onderzoekt men of dat gedurende een langere tijd (180 dagen) kan; zo zou men kunnen besparen op ruimte en gewicht in de marsgondel.